# Korfbal League 2011/12
Het Korfbal League seizoen 2011/12 is de 7e editie van de Korfbal League. De Korfbal League is de hoogste competitie in het Nederlandse zaalkorfbal.
De opzet van de competitie opzet bleef hetzelfde; 1 poule met 10 teams. Elk team speelt 1 thuis-en uitwedstrijd tegen elk ander team. Aan het einde van de competitie strijden de nummers 1 t/m 4 volgens het play-offsysteem (best-of-3) om een plaats in de zaalfinale. De finale werd gespeeld in Ahoy, Rotterdam.
Het team dat als laatste eindigde, degradeerde direct terug naar de Hoofdklasse. De Hoofdklasse kampioen promoveert direct naar de Korfbal League van volgend jaar.
De nummer 9 van de Korfbal League moet via promotie/degradatie strijden tegen degradatie. Tegenstander is de verliezend Hoofdklasse finalist. Dit is een best-of-3 serie.
In dit seizoen maakt 1 team hun rentree in de Korfbal League, namelijk het al eens eerder gedegradeerde DeetosSnel/Volhuis.
Vanaf dit seizoen heeft de Korfbal League een nieuwe officiële naamsponsor, namelijk Wereldtickets.nl . Dit werd de nieuwe sponsor, na 3 jaar Lotto.

## Teams
In dit seizoen zullen 10 teams deelnemen aan het hoofdtoernooi in de Korfbal League. Vervolgens zullen 4 teams strijden om een finale plek in Ahoy, in de play-offrondes. Daarnaast maken de nummers 1 en 2 van de Hoofdklasse A en B kans om volgend jaar in de Korfbal League te spelen.
| Club                 | Plaats           | Coach                            |
| -------------------- | ---------------- | -------------------------------- |
| Blauw-Wit/HavenFD    | Amsterdam        | Jan Niebeek                      |
| DeetosSnel/Volhuis   | Dordrecht        | Riko Kruit & Dennis Voshart      |
| DOS'46 Engeldot      | Nijeveen         | Daniël Hulzebosch                |
| Nic./Alfa-college    | Groningen        | Albert Nijdam                    |
| Fortuna/MHIR         | Delft            | Ard Korporaal & Joost Preuninger |
| Dalto                | Driebergen       | Ron Steenbergen                  |
| KZ/Hiltex            | Koog aan de Zaan | Harold Jellema                   |
| DVO                  | Bennekom         | Jacko Vermeer                    |
| PKC/Hagero           | Papendrecht      | Ben Crum & Jan de Jager          |
| TOP/Wereldtickets.nl | Sassenheim       | Hans Heemskerk                   |

## Transfers in het off-season
| Speler         | van        | naar    |
| -------------- | ---------- | ------- |
| Cindy van Eijk | PKC/Hagero | Fortuna |

## Seizoen
In de Korfbal League speelt elk team 18 wedstrijden, waarbij er thuis 9 worden gespeeld en 9 uitwedstrijden worden gespeeld.
De nummers 1, 2, 3 en 4 zullen zich plaatsen voor de play-offs, voor een "best of 3". De winnaars tussen de teams zullen zich plaatsen voor de finale in Ziggo Dome, waar ook de A Junioren Finale wordt gespeeld. Echter degradeert de nummer 10 meteen naar de Hoofdklasse. De nummer 9 zal het opnemen tegen de verliezend finalist van de promotie playoffs.
| pos | club                 | gs | w  | g | v  | pnt | dv  | dt  | dt  |
| --- | -------------------- | -- | -- | - | -- | --- | --- | --- | --- |
| 1.  | KZ/Hiltex            | 18 | 13 | 0 | 5  | 26  | 437 | 383 | 54  |
| 2.  | AKC Blauw-Wit        | 18 | 11 | 2 | 5  | 24  | 400 | 388 | 12  |
| 3.  | PKC/Hagero           | 18 | 10 | 3 | 5  | 23  | 426 | 382 | 44  |
| 4.  | Fortuna/MHIR         | 18 | 8  | 4 | 6  | 20  | 396 | 397 | -1  |
| 5.  | Dalto                | 18 | 8  | 2 | 8  | 18  | 396 | 413 | -17 |
| 6.  | TOP/Wereldtickets.nl | 18 | 7  | 4 | 7  | 18  | 420 | 401 | 19  |
| 7.  | Nic./Alfa-College    | 18 | 7  | 1 | 10 | 15  | 377 | 392 | -15 |
| 8.  | DeetosSnel/Volhuis   | 18 | 5  | 4 | 9  | 14  | 358 | 370 | -12 |
| 9.  | DVO/Accountor        | 18 | 5  | 2 | 11 | 12  | 391 | 425 | -34 |
| 10. | DOS'46/Engeldot      | 18 | 4  | 2 | 12 | 10  | 363 | 413 | -50 |

## Play-offs en Finale
|  | Halve finale | Halve finale  | Halve finale | Halve finale | Halve finale |    |           | Finale           | Finale           | Finale           | Finale           | Finale           |
|  |              |               |              |              |              |    |           |                  |                  |                  |                  |                  |
|  | 4            | Fortuna/MHIR  | 23           | 21           |              |    |           |                  |                  |                  |                  |                  |
|  | 1            | KZ/Hiltex     | 24           | 30           |              |    |           |                  |                  |                  |                  |                  |
|  | 1            | KZ/Hiltex     | 24           | 30           |              | 1  | KZ/Hiltex | 20               |                  |                  |                  |                  |
|  |              |               |              |              |              | 1  | KZ/Hiltex | 20               |                  |                  |                  |                  |
|  |              | 3             | PKC/Hagero   | 19           |              |    |           |                  |                  |                  |                  |                  |
|  | 3            | 3             | PKC/Hagero   | 19           | PKC/Hagero   | 27 | 23        |                  |                  |                  |                  |                  |
|  | 3            |               |              |              | PKC/Hagero   | 27 | 23        |                  |                  |                  |                  |                  |
|  | 2            | AKC Blauw-Wit | 20           | 22           |              |    |           | Bronzen medaille | Bronzen medaille | Bronzen medaille | Bronzen medaille | Bronzen medaille |
|  |              |               |              |              |              |    | 4         | Fortuna/MHIR     | 29               |                  |                  |                  |
|  |              |               |              |              |              |    |           | 2                | AKC Blauw-Wit    | 27               |                  |                  |

| Kampioen van Nederland |
| ---------------------- |
| KZ/Hiltex Derde titel  |

## Promotie
Directe promotie naar de Korfbal League vindt plaats in de kampioenswedstrijd tussen de kampioen van Hoofdklasse A en B.
| Hoofdklasse Finale |                    |    |
|                    |                    |    |
| H1                 | OVVO/De Kroon      | 20 |
| H2                 | LDODK/AH Gorredijk | 22 |

LDODK/AH Gorredijk promoveert hierdoor direct naar de Korfbal League 2012/13

## Promotie/Degradatie
De nummer 9 van de Korfbal League speelt na de Hoofdklasse Finale een best-of-3 serie play-down tegen de verliezend Hoofdklasse finalist.
De winnaar van deze serie zal acteren in Korfbal League 2012/13
| Ontknoping |               |    |    |
|            |               |    |    |
| KL9        | DVO/Accountor | 21 | 18 |
| H2         | OVVO/De Kroon | 13 | 21 |

Hierdoor blijft DVO/Accountor actief in de Korfbal League en degradeert niet.

## Prijzen
Zoals elk jaar worden er de jaarlijkse korfbal prijzen verdeeld. In dit seizoen zijn dit de prijswinnaars:
| Award                    | Winnaar                             | Club         |
| ------------------------ | ----------------------------------- | ------------ |
| Beste Speler             | Barry Schep                         | Fortuna/MHIR |
| Beste Speelster          | Suzanne Struik                      | PKC          |
| Beste coach              | Kees Vlietstra & Mike Vlietstra     | Nic.         |
| ERIMA beste arbitrage    | Jan Henk Hoeksma & Ritske Kleinhuis |              |
| Beste Speler onder 23    | Mick Snel                           | TOP          |
| Beste Speelster onder 23 | Celeste Split                       | TOP          |

## Topscoorders

### Topscorers bij de Dames
| #  | Naam               | Club          | Goals | Wed |
| -- | ------------------ | ------------- | ----- | --- |
| 1. | Suzanne Struik     | PKC/Hagero    | 107   | 19  |
| 2. | Ilona van den Berg | Dalto         | 90    | 18  |
| 3. | Roxanna Detering   | Koog Zaandijk | 68    | 21  |
| 4. | Kim Cocu           | Koog Zaandijk | 55    | 21  |
| 5. | Marjolijn Kroon    | Koog Zaandijk | 51    | 20  |

### Topscorers bij de Heren
| #  | Naam             | Club                 | Goals | Wed |
| -- | ---------------- | -------------------- | ----- | --- |
| 1. | Marc Broere      | AKC Blauw-Wit        | 156   | 21  |
| 2. | Mick Snel        | TOP/Wereldtickets.nl | 134   | 18  |
| 3. | Momo Stavenuiter | DVO/Accountor        | 133   | 18  |
| 4. | Jorrit Bergsma   | Dalto                | 115   | 18  |
| 5. | Gerald van Dijk  | AKC Blauw-Wit        | 112   | 18  |

## Trivia
- In januari 2012 besloot Nic. coach Albert Nijdam op non actief te zetten vanwege tegenvallende resultaten. De vervangende coaches werden Kees Vlietstra en Mike Vlietstra